# Sail Away
«Sail Away» es una canción de la banda de rock finlandesa The Rasmus, lanzado originalmente en el sexto álbum de estudio Hide from the Sun, el 2 de septiembre de 2005. La canción fue escrita por el cantante Lauri Ylönen. Vela lejos ha sido el segundo en Estados Unidos lista única en 2005.
El video musical fue #1 en MTV Latino en marzo de 2006. También ha sido un vídeo popular en muchos otros canales de música en Europa.

## Video musical
El video musical de "Sail Away" fue filmado en una playa en Riga, Letonia, el 19 y 20 de septiembre de 2005. Fue dirigido por el joven equipo de Berlín Mathias Vielsäcker y Christoph Mangler
En el video, algunas mariposas negras volando a la mar después, el cantante Lauri Ylönen se muestra caminando lentamente por una playa de aspecto frío, cantando. Él ve a un hombre que viene a la orilla llevando un ave de jaula vacía y que lleva en marcha. Él ve a otro hombre, cavar una fosa, y una mujer (supuestamente su esposa) de pie junto a él. La mujer toma algunas píldoras, probablemente para suicidarse, y sacude su cabeza en dirección a Ylönen. Ylönen sigue caminando, se encuentra una pluma de cuervo en la arena delante de él, y lo recoge. Mientras camina, ve algunos sucesos más extraños, como dos niños bailando alrededor de una escultura de madera (posiblemente una pira) en las máscaras de gas. La pira tiene muñecas en ataúdes de colgado en él. Ylönen entra en una choza como una tormenta de arena se acerca a la costa. Allí, se encuentra con el resto de la banda tocando la canción. Espera unos segundos y después de la tormenta llega a la choza, se reanuda la reproducción. Aki Hakala (baterista) y Eero Heinonen (bajista), ambos se convierten en figuras de arena. Al final del video, la cabeza de Hakala y los brazos de Heinonen ambos caen.

## Lista de canciones
Sencillo en CD
1. «Sail Away» – 3:48
2. «Sail Away» (Benztown Mixdown) – 5:34

Maxi sencillo
1. «Sail Away» – 3:48
2. «Sail Away» [acoustic]
3. «Sail Away» (Benztown Chillout Remix)
4. «Lucifer's Angel» – 4:01
5. The Rasmus Software Player:
  - Sail away - music video
  - Photo Gallery From the making of the video in Latvia.
  - Extra video material

## Posicionamiento en listas
| Listas (2007)           | Mejor posición |
| ----------------------- | -------------- |
| Austria Singles Top 75  | 53             |
| Dutch Top 40            | 38             |
| Finland Singles Top 20  | 2              |
| Germany Singles Top 100 | 34             |
| Italy Singles Chart     | 46             |
| Sweden Singles Top 60   | 58             |
| Swiss Singles Top 100   | 51             |